# Adrián Campos
Adrián Campos Suñer (Alcira, 17 de junho de 1960 - 27 de janeiro de 2021) foi um ex-piloto de Fórmula 1 e empresário espanhol. Ele participou de 21 Grandes Prêmios, estreando em 12 de abril de 1987, mas não conseguiu marcar nenhum ponto no campeonato. Posteriormente, ele se mudou para o gerenciamento de equipes, obtendo mais sucesso. Campos foi o fundador das equipes Campos Racing na GP2 Series e da Campos Grand Prix na Fórmula 1.
É considerado o grande mentor dos pilotos Fernando Alonso e de Álex Palou.

## Morte
Adrián morreu em 2021, aos 60 anos vítima de um aneurisma. Adrián enfrentava também problemas cardíacos.

## Resultados na Fórmula 1
(legenda)
| Ano  | Equipe            | Chassis      | Motor                          | Pneus | 1       | 2       | 3       | 4      | 5       | 6       | 7       | 8       | 9       | 10      | 11      | 12      | 13      | 14      | 15      | 16      | Pontos | Posição  |
| ---- | ----------------- | ------------ | ------------------------------ | ----- | ------- | ------- | ------- | ------ | ------- | ------- | ------- | ------- | ------- | ------- | ------- | ------- | ------- | ------- | ------- | ------- | ------ | -------- |
| 1988 | Lois Minardi Team | Minardi M188 | Ford Cosworth DFZ V8           | G     | BRA Ret | SMR 16º | MON NQ  | MEX NQ | CAN NQ  |         |         |         |         |         |         |         |         |         |         |         | 0      | NC (34º) |
| 1987 | Minardi Team      | Minardi M187 | Motori Moderni 615-90 V6 Turbo | G     | BRA DSQ | SMR Ret | BEL Ret | MON NP | DET Ret | FRA Ret | GBR Ret | ALE Ret | HUN Ret | AUT Ret | ITA Ret | POR Ret | ESP 14º | MEX Ret | JAP Ret | AUS Ret | 0      | NC (28º) |